# Futbol'ny Klub Partizan-MTZ Minsk
El Futbol'ny Klub Partizan-MTZ Minsk, en belarús ФК Партызан-МТЗ Мiнск, és un club de futbol belarús de la ciutat de Minsk.

## Història
El club va ser fundat l'any 2002 amb el nom MTZ-RIPO mitjançant la fusió de dos clubs de Minsk de la Segona Divisió: el Traktor Minsk, un club amb 55 anys d'història, i el Trudovye Rezervy-RIPO, una acadèmia de futbol amb una temporada a Segona. La seva primera temporada a Segona Divisió es proclamà campió i ascendí a la Primera Divisió (segona categoria) per la temporada 2003. Tornà a ser campió i ascendí a la Primera Categoria per la temporada 2004. Abans de començar la temporada 2010 el club anuncià que canviaria el nom. El 27 de gener de 2010 es revelà el nou nom de Partizan Minsk. La temporada 2010 acabà el darrer a la Primera Divisió i descendí a la segona categoria. La temporada 2011 fou segon i disputà un play-off d'ascens davant el FC Vitebsk, que guanyà per 3-2, ascendint a la màxima categoria. A inicis de 2012, el principal mecenes del club, l'empresari rus-lituà Vladimir Romanov, també propietari dels clubs Hearts i FBK Kaunas, abandonà l'entitat, la qual va perdre els seus principals jugadors i la llicència per competir a primera. El Partizan abandonà la lliga. Disputà la temporada 2012 al campionat amateur de Minsk. El 2013 adoptà el nom Partizan-MTZ Minsk ascendint a la Segona Divisió (tercera categoria).

## Futbolistes destacats
- Andrei Zygmantovich
- Eduard Malofeev
- Yuri Puntus
- Alexandr Piskarev

## Palmarès
- Copa belarussa de futbol:
  - 2004-05, 2007-08

## MTZ-RIPO a Europa
| Temporada | Competició                | Ronda |                 | Club               | Anada   | Tornada      |
| --------- | ------------------------- | ----- | --------------- | ------------------ | ------- | ------------ |
| 2005-06   | Copa de la UEFA           | 1Q    | Hongria         | Ferencváros        | 2-0 (F) | 1-2 (C)      |
| 2005-06   | Copa de la UEFA           | 2Q    | República Txeca | Teplice            | 1-1 (C) | 1-2 (F)      |
| 2006      | Copa Intertoto de la UEFA | 1R    | Kazakhstan      | Shakhter Karagandy | 5-1 (F) | 1-3 (C)      |
| 2006      | Copa Intertoto de la UEFA | 2R    | Rússia          | Moscou             | 0-2 (F) | 0-1 (C)      |
| 2008-09   | Copa de la UEFA           | 1Q    | Eslovàquia      | Žilina             | 2-2 (C) | 0-1 (F)      |
| 2009-10   | UEFA Europa League        | 1Q    | Montenegro      | Sutjeska Nikšić    | 1-1 (F) | 2-1(pr.) (C) |
| 2009-10   | UEFA Europa League        | 2Q    | Ucraïna         | Metalurh Donetsk   | 0-3 (F) | 1-2 (C)      |